# Fritz Deike
Fritz Deike (Vienenburg, 24 giugno 1913 – Hannover, 21 ottobre 1973) è stato un calciatore tedesco, di ruolo centrocampista.